# Gemeentelijke Holding
De Gemeentelijke Holding (Frans: Holding Communal) was een Belgische holding opgericht in 1996 en waarvan alle Belgische gemeenten en provinciebesturen aandeelhouder zijn. De meeste van de te beleggen gelden van de holding werden ingebracht in de Dexia Groep.
Anno 2013 is de holding in vereffening.

## Opbouw
Voor 1996 waren alle Belgische gemeenten en provincies aandeelhouder van het Gemeentekrediet dat aanvankelijk uitsluitend werkte voor de financiering van de gemeenten. Door de uitbreiding van de activiteiten van die bank en omwille van de fusie met "Crédit Local de France" diende het aandeelhouderschap te worden herschikt en werd de holding opgericht. Ondertussen had het Gemeentekrediet ook de Banque internationale à Luxembourg overgenomen. Dexia is later ook gefuseerd met Artesia, dat op zijn beurt een fusie was van Paribas België en Bacob.
Alle gemeenten zijn aandeelhouder van de Gemeentelijke Holding, evenals de provincies en de Watering Het Schulensbroek. Zo beschikte de kleinste Belgische gemeente Herstappe (87 inwoners) op 11/01/2010 over 375 aandelen. De grootste aandeelhouder is  stad Antwerpen met op 11/01/2010 2.179.576 aandelen. 
De raad van bestuur van de Gemeentelijke Holding was dan ook samengesteld uit gemeentelijke en provinciale mandatarissen. De laatste voorzitter was Francis Vermeiren, burgemeester van Zaventem. Hij was voorzitter van 1999 tot de vereffening in 2011.
Na de herschikking, ten gevolge van de bankcrisis in het najaar van 2008, heeft de Gemeentelijke Holding 14,1 % van de aandelen van Dexia.

## Vereffening
Na de problemen die er waren gerezen rond Dexia en de nationalisering van Dexia Bank België NV, waren er ook liquiditeitsproblemen voor de Gemeentelijke Holding. Op 7 december 2011 besliste een buitengewone algemene vergadering tot de ontbinding van de Gemeentelijke Holding. De algemene vergadering van de Gemeentelijke Holding benoemde ook KPMG en het advocatenkantoor Quinz als vereffenaar.
De schulden werden toen berekend op € 1,640 miljard. De verdeling van de vereffening werd als volgt geregeld. € 805 miljoen door de verkoop van activa en € 835 miljoen schuldkwijtscheldingen gedragen door:
- € 570 miljoen door de gewesten, waarvan 265 miljoen door het Vlaams Gewest.
- € 132,5 miljoen door de Belgische staat.
- € 101,5 miljoen door Dexia Bank België NV.
- € 31,5 miljoen door onder andere Ethias, het Brusselse huisvestingsfonds en andere instellingen.

Als de opbrengsten bij de activa minder bedragen, dan worden deze bijgepast door de Dexia Bank België NV.
De holding was ook voor 39% eigenaar van de nv A.S.T.R.I.D., een telecom-operator die werkt voor alle Belgische hulp- en veiligheidsdiensten. Deze operator staat in voor het radionetwerk, niet alleen voor de spraak- maar ook voor de datatransmissie. De overige 61% is in handen van de Belgische Federale Staat.

Na aanhoudende financiële problemen in 2011, naar aanleiding van de Dexia-bank (zie verder), kocht de federale overheid via de Federale Participatie- en Investeringsmaatschappij hun aandeel van 39% over, zodat de werking van het bedrijf A.S.T.R.I.D. werd veilig gesteld.